# Dendrobium farinatum
Dendrobium farinatum là một loài lan rừng, mới được phát hiện (2012) và chỉ có ở Việt Nam. Trên thực tế nó được đưa vào Đức trước đó từ Việt Nam, và được các nhà khoa học Đức chứng thực. Tuy nhiên, do nguồn lan nhập vào nước Đức không phải mẫu thu trực tiếp ở rừng nên họ không biết đích xác vùng sinh thái phân bố. Cho đến khi chương trình hợp tác nghiên cứu giữa Viện Sinh học nhiệt đới, khu bảo tồn thiên nhiên Hòn Bà và Vườn thực vật Praha thực hiện khảo sát mới tìm ra vị trí phân bố của loài lan trên tại khu bảo tồn Hòn Bà (Khánh Hòa, ở độ cao 1.200-1.500m).
Theo khảo sát ban đầu thì loài lan này ra hoa vào tháng 7 trong năm. Hiện chỉ phát hiện loài Dendrobium farinatum tại khu vực sinh thái Khánh Hòa, các nhà khoa học đang tiến hành khảo sát đánh giá vùng phân bố và sinh thái của loài lan này trong tự nhiên nhằm đưa ra giải pháp bảo tồn cho loài lan đặc hữu của Việt Nam.